# Lloyd Read
Lloyd William Read (* 29. November 1990 in Newport, Wales) ist ein britischer Automobilrennfahrer.

## Karriere
Read begann seine Motorsportkarriere 2005 im Kartsport, in dem er bis 2009 aktiv war. 2010 debütierte Read im Formelsport und wurde Dritter in der San Francisco Formel Enterprises. 2011 startete er in der Nordpazifik-Division der Formel Enterprises und belegte den sechsten Platz in der Gesamtwertung. Außerdem nahm er 2011 für World Speed Motorsports an einem Rennen der Star Mazda Championship teil. In der Winterserie 2011/12 erreichte er in der PFM-Wertung der Formula Car Challenge den zweiten Rang. In der regulären Saison erreichte er in der PFM-Klasse der Formula Car Challenge den 5. Platz in der Westküsten-Meisterschaft und den zweiten Rang in der nationalen Meisterschaft. Darüber hinaus ging er für JDC Motorsports zu zwei Rennen der Star Mazda Championship an den Start.
2013 wechselte Read in die in Pro Mazda Championship umbenannte Rennserie zu JDC Motorsports und bestritt seine erste vollständige Saison im professionellen Formelsport. Mit einem vierten Platz als bestem Resultat erreichte er den achten Gesamtrang. 2014 erhielt Read ein Cockpit in der Indy Lights bei Bryan Herta Autosport/Jeffrey Mark Motorsport. Nach dem sechsten Rennen trat sein Rennstall nicht mehr zu jedem Rennen an und Read verlor sein Cockpit. In der Gesamtwertung lag er schlussendlich auf dem elften Platz.

## Persönliches
Read wuchs in Cwmbran in Wales auf und zog 1999 in die Vereinigten Staaten. 2005 zog er für zwei Jahre zurück nach Europa und wohnte in London. Seit 2007 lebt er in Kalifornien. Read hat einen Bachelor-Abschluss in Betriebswirtschaftslehre.

## Karrierestationen
| - 2005–2009: Kartsport - 2010: San Francisco Formel Enterprises (Platz 3) - 2011: Nordpazifik Formel Enterprises (Platz 6) - 2011: Star Mazda Championship | - 2012: Formula Car Challenge, Winterserie, PFM (Platz 2) - 2012: Formula Car Challenge, PFM (Platz 2) - 2012: Westküste Formula Car Challenge, PFM (Platz 5) - 2012: Star Mazda Championship | - 2013: Pro Mazda Championship (Platz 8) - 2014: Indy Lights (Platz 11) |